# Joe Petagno
Joe Petagno (Portland, 1º gennaio 1948) è un disegnatore statunitense. È conosciuto principalmente per le copertine realizzate per gruppi heavy metal come Motörhead, Marduk, Nightshade e Illdisposed.

## Biografia
Dal 1972 non vive più negli Stati Uniti. Ha anche lavorato per l'azienda Hipgnosis e in seguito ha conosciuto il leader dei Motörhead Lemmy Kilmister nel 1975, progettando per la band il celebre Snaggletooth, simbolo apparso per la prima volta proprio nel loro album di debutto Motörhead del 1977, e da allora ha continuato a disegnare la maggior parte delle copertine degli album della band.
Inoltre è conosciuto anche per le copertine per i suoi libri di fantascienza, specialmente per l'edizione Corgi SF Collector's Library, della famosa antologia di Ray Bradbury intitolata Cronache marziane.
Oltre alle copertine per gruppi metal, ha disegnato anche per altri gruppi quali la The Graeme Edge Band (formata da Graeme Edge quando lasciò i Moody Blues e Adrian Gurvitz); la The Baker Gurvitz Army (formata dallo stesso Gurvitz e Ginger Baker), per questi ultimi ha disegnato i loro primi due dischi in vinile, pubblicati dalla Vertigo Records e dalla Mountain Label.
Dal 1979 Petagno abita in Danimarca con sua moglie Sanne.
Recentemente ha anche prodotto le illustrazioni per un gioco a carte disponibile con il titolo "The Deck of Death".
Nel 2005 è apparso nell'edizione speciale dell'album Inferno dei Motörhead, uscita per il 30º Anniversario della band.
Il 21 settembre 2007, Joe Petagno, ha pubblicato un comunicato in cui rifiuta di cedere al management dei Motörhead i diritti sull'uso del simbolo inventato da lui e Lemmy e che non lo disegnerà più.
Questo rapporto di amicizia e di lavoro è stato interrotto dopo quasi trent'anni di collaborazione.

## Copertine album

### Motörhead

Copertina dell'album Motörhead
Copertina dell'album Overkill
Copertina dell'album Another Perfect Day
Copertina dell'album Orgasmatron
Copertina dell'album Rock 'n' Roll
Copertina dell'album Bastards
Copertina dell'album Sacrifice
Copertina dell'album We Are Motörhead
Copertina dell'album Hammered
Copertina del box set Stone Deaf Forever!
Copertina dell'album Inferno
Copertina del DVD Stage Fright
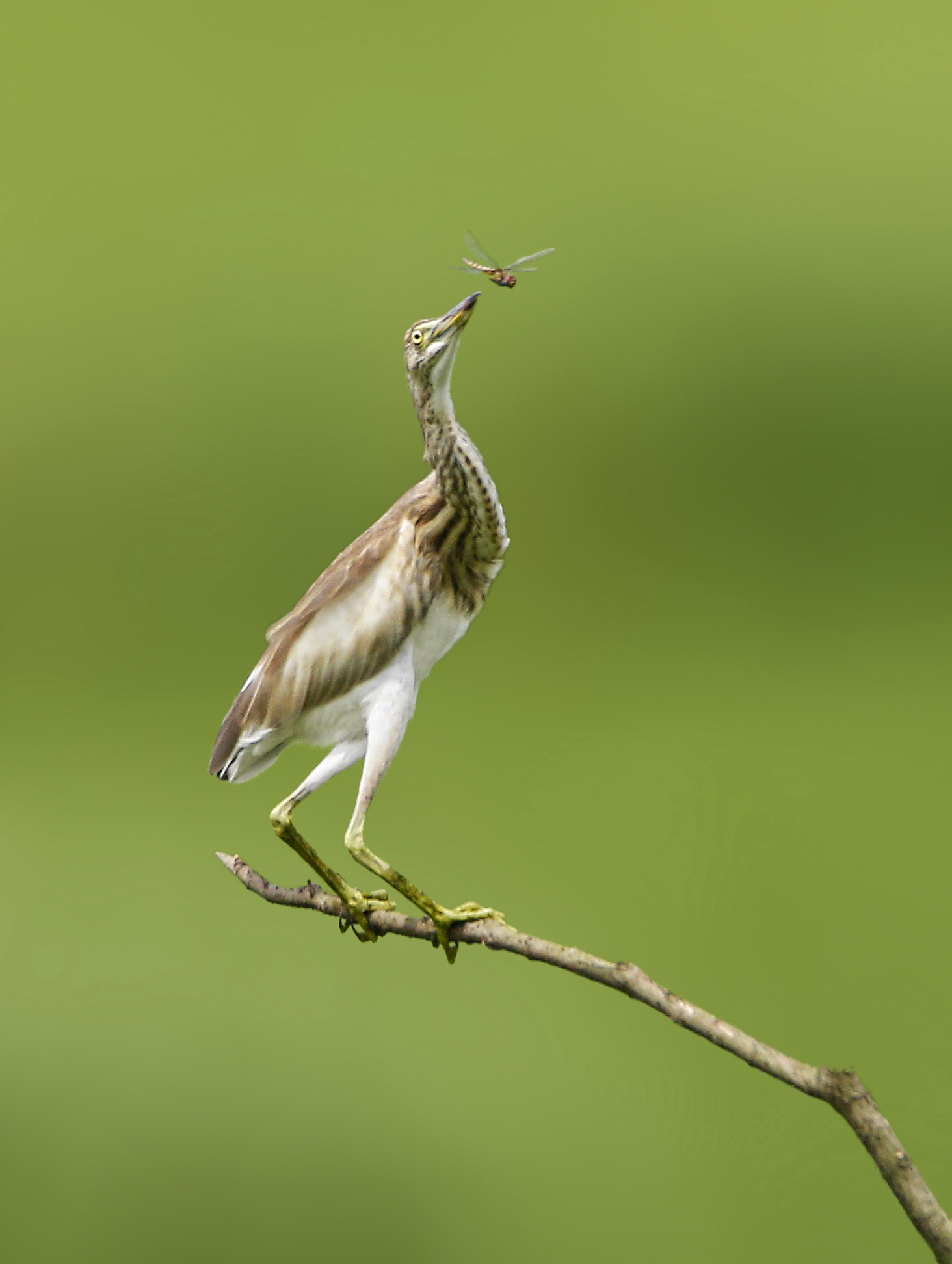
Copertina dell'album Kiss of Death

## Libri
- Orgasmatron, The Heavy Metal Art of Joe Petagno, Lemmy Kilmister (prefazione), Steffan Chirazi (introduzione).